# (2681) Ostrovskij
(2681) Ostrovskij es un asteroide perteneciente al cinturón de asteroides, descubierto el 2 de noviembre de 1975 por Tamara Mijáilovna Smirnova desde el Observatorio Astrofísico de Crimea (República de Crimea).

## Designación y nombre
Designado provisionalmente como 1975 VF2. Fue nombrado Ostrovskij en honor al escritor soviético Nikolái Ostrovski.